# Летучие собаки
Летучие собаки, или ночные крыланы (лат. Rousettus) — род рукокрылых семейства крыланов.

## Виды
- Подрод Rousettus[1]

- Египетская летучая собака (Rousettus aegyptiacus)
- Цепкохвостая летучая собака (Rousettus amplexicaudatus)
- Целебесская летучая собака (Rousettus celebensis)
- Летучая собака Лешенолта (Rousettus leschenaulti), или пещерный крылан
- Rousettus linduensis
- Коморская летучая собака (Rousettus obliviosus)
- Голоспинная летучая собака (Rousettus spinalatus)

- Подрод Boneia

- Бонейя (Rousettus bidens)

- Подрод Stenonycteris

- Угандская летучая собака (Rousettus lanosus)
- Мадагаскарская летучая собака (Rousettus madagascariensis)